# Felix Passlack
Felix Passlack est un footballeur allemand né le 29 mai 1998 à Bottrop évoluant au poste d'arrière droit au VfL Bochum.

## Biographie
Fan de Schalke 04 dans sa jeunesse, Passlack rejoint les sections jeunes du Borussia Dortmund en provenance du Rot-Weiss Oberhausen à l'âge de 14 ans. Il est alors considéré comme un des plus grands talents de sa génération. Il fait ses débuts professionnels à l'occasion de la 24e journée de la Bundesliga contre le SV Darmstadt 98 le 2 mars 2016, et inscrit son premier but le 22 novembre 2016, à l'occasion de la victoire des siens face au Legia Varsovie en Ligue des champions (8-4).
Le 30 août 2017, il est prêté pour deux ans au TSG Hoffenheim.
Le 2 juillet 2018, il est prêté pour une saison à Norwich City. 

## Statistiques
| Saison                | Club                  | Championnat           | Championnat | Championnat | Coupe(s) nationale(s) | Coupe(s) nationale(s) | Supercoupe | Supercoupe | Compétition(s) continentale(s) | Compétition(s) continentale(s) | Compétition(s) continentale(s) | Total | Total |
| Saison                | Club                  | Division              | M.          | B.          | M.                    | B.                    | M.         | B.         | Comp.                          | M.                             | B.                             | M.    | B.    |
| 2015-2016             | Borussia Dortmund     | Bundesliga            | 3           | 0           | -                     | -                     | -          | -          | C3                             | 0                              | 0                              | 3     | 0     |
| 2016-2017             | Borussia Dortmund     | Bundesliga            | 10          | 0           | 2                     | 0                     | 1          | 0          | C1                             | 2                              | 1                              | 15    | 1     |
| 2017-2018             | Borussia Dortmund     | Bundesliga            | 1           | 0           | 1                     | 0                     | 1          | 0          | C1                             | 0                              | 0                              | 3     | 0     |
| 2020-2021             | Borussia Dortmund     | Bundesliga            | 7           | 1           | 1                     | 0                     | 1          | 0          | C1                             | 5                              | 0                              | 14    | 1     |
| 2021-2022             | Borussia Dortmund     | Bundesliga            | 10          | 1           | 2                     | 0                     | 1          | 0          | C1                             | 2                              | 0                              | 15    | 1     |
| 2022-2023             | Borussia Dortmund     | Bundesliga            | 3           | 0           | 1                     | 0                     | -          | -          | C1                             | 1                              | 0                              | 5     | 0     |
| Sous-total            | Sous-total            | Sous-total            | 34          | 2           | 7                     | 1                     | 4          | 0          | -                              | 10                             | 1                              | 55    | 4     |
| 2017-2018             | TSG Hoffenheim        | Bundesliga            | 1           | 0           | 0                     | 0                     | 0          | 0          | C3                             | 2                              | 0                              | 3     | 0     |
| 2018-2019             | Norwich City          | Championship          | 1           | 0           | 5                     | 0                     | 0          | 0          | -                              | -                              | -                              | 6     | 0     |
| 2019-2020             | Fortuna Sittard       | Eredivisie            | 25          | 2           | 3                     | 1                     | 0          | 0          | -                              | -                              | -                              | 28    | 3     |
| Sous-total            | Sous-total            | Sous-total            | 27          | 2           | 8                     | 1                     | 0          | 0          | -                              | 2                              | 0                              | 37    | 3     |
| 2023-2024             | VfL Bochum            | Bundesliga            | 7           | 0           | 1                     | 0                     | -          | -          | -                              | -                              | -                              | 8     | 0     |
| Sous-total            | Sous-total            | Sous-total            | 7           | 0           | 1                     | 0                     | 0          | 0          | -                              | 0                              | 0                              | 8     | 0     |
| Total sur la carrière | Total sur la carrière | Total sur la carrière | 68          | 3           | 16                    | 1                     | 4          | 0          | -                              | 12                             | 1                              | 100   | 5     |

## Palmarès

### En club
- Vainqueur de Coupe d'Allemagne en 2017

Sous les couleurs du Borussia Dortmund, il remporte notamment le championnat d'Allemagne junior dans la catégorie des moins de 17 ans en 2014 et 2015, et dans la catégorie des moins de 19 ans en 2016 et 2017.

### Distinctions personnelles
Il remporte la médaille d'or Fritz Walter de meilleur jeune joueurs allemand dans la catégorie des moins de 17 ans en 2015.